# Pabstiella mirabilis
Pabstiella mirabilis är en orkidéart som först beskrevs av Rudolf Schlechter, och fick sitt nu gällande namn av Friedrich Gustav Brieger och Karlheinz Senghas. Pabstiella mirabilis ingår i släktet Pabstiella och familjen orkidéer. Inga underarter finns listade i Catalogue of Life.